# Händelserna som förändrade klimatet
Händelserna som förändrade klimatet är en svensk dokumentärserie från 2024 från UR som utforskar historiska händelser och beslut som har haft en betydande inverkan på klimatförändringarna.

## Beskrivning

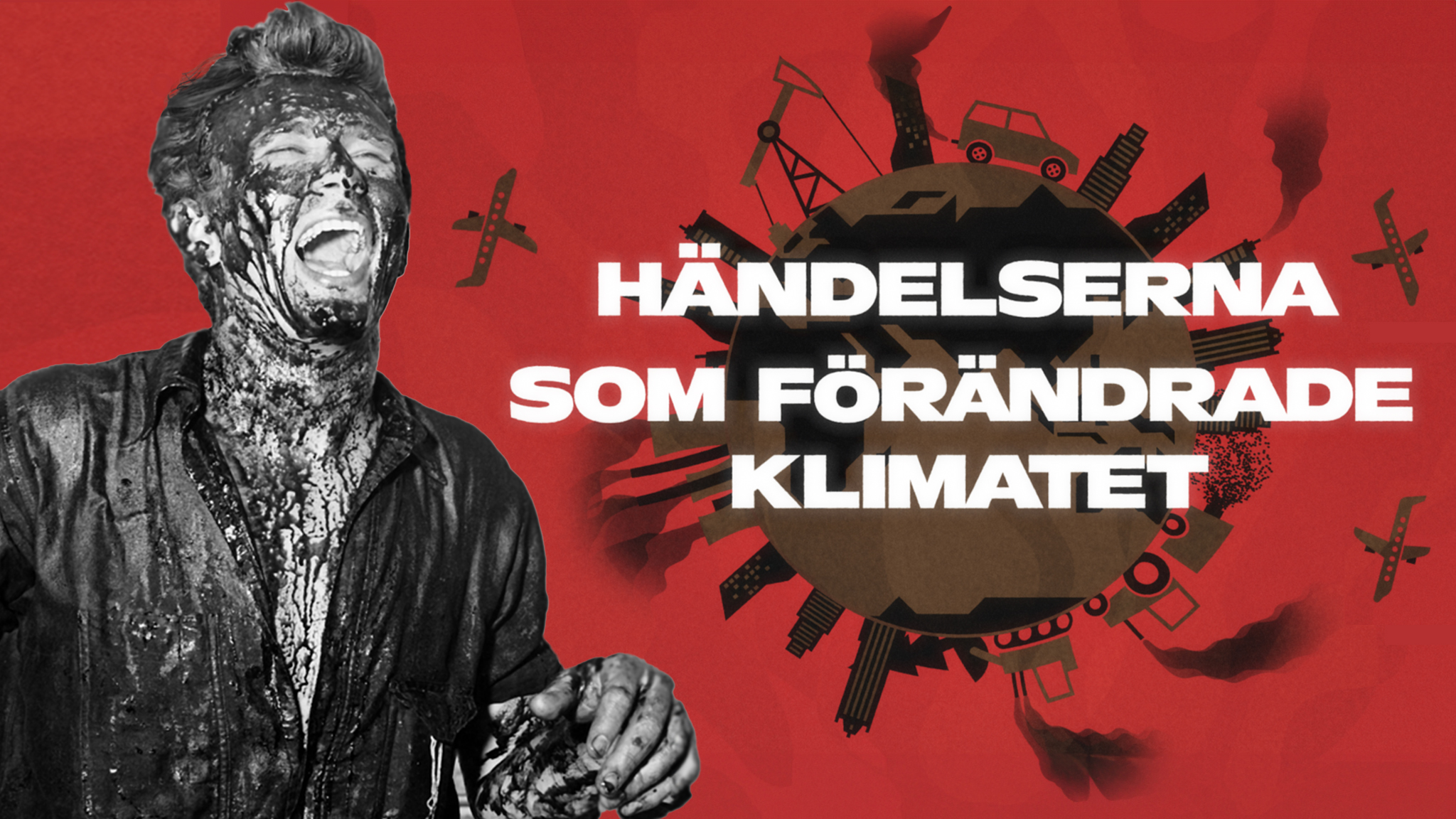
Artwork for Swedish tv-series "Händelserna som förändrade klimatet" (Mary Evans Picture/TT Nyhetsbyrån/Anders Hellman)

”Händelserna som förändrade klimatet” belyser hur olika politiska, ekonomiska och teknologiska drivkrafter under de senaste århundradena ledde till en uppvärmning av jordens atmosfär och hav. Genom att granska både medvetna beslut och oförutsedda konsekvenser förklarar serien hur mänsklig aktivitet bidrog till klimatförändringarna.
Serien omfattar tre halvtimmesavsnitt och premiärsändes på SVT1 den 28 augusti 2024.
Det första avsnittet, "Fossiljättarna vaknar", belyser starten på den storskaliga utvinningen av kol- och oljefyndigheter under 1800-tal och tidigt 1900-tal, samt massbilismens klimatpåverkan.
Det andra avsnittet, "Rekordåren accelererar", uppmärksammar det ökande klimatavtrycket från masskonsumtion, jordbruk och skogsavverkning under 1950- och 60-talen.
Det tredje avsnittet, "Utsläppen globaliseras", handlar om flygets roll för klimatuppvärmningen samt den ökade globala handeln och Asiens tillväxt kring millennieskiftet.
”Händelserna som förändrade klimatet” är den sjunde upplagan i ordningen av URs ”Som förändrade”-serie om kulturhistoria. De övriga upplagorna i serien är: Låtarna som förändrade musiken (2012), Bilderna som förändrade vetenskapen (2013), Programmen som förändrade TV (2014), Scenerna som förändrade filmen (2016), Ögonblicken som förändrade sporten (2019) samt Byggnaderna som förändrade staden (2019).